# 曲线鲬状鱼
曲线鲬状鱼（学名：Bembrops curvatura）又名曲線掛帆鱚、鴨嘴鱚，为鲬状鱼科鲬状鱼属的鱼类。分布于日本南部的横滨、四国、九州以及台湾及海南岛以东的深海内等，多生活于180米以上深海底的附近。